# Lorenzaccio (de Musset)
Lorenzaccio è un'opera teatrale scritta nel 1834 da Alfred de Musset e basata su un'idea di George Sand.

## Trama
Il dramma è ambientato nella Firenze del Rinascimento e si basa su personaggi e vicende reali.
Il diciannovenne Lorenzo de' Medici, studioso degli eroi dell'antichità, desidera ardentemente il ritorno della Repubblica a Firenze, ma la città è sotto il dominio del tiranno Alessandro, suo lontano cugino. Il duca Alessandro è sotto la protezione del papa, Clemente VII (anch'egli appartenente alla famiglia e, probabilmente, suo stesso padre) e dell'imperatore Carlo V.
Lorenzo diventa fedele servitore del duca per stargli vicino e poterlo meglio ingannare, poi lo uccide con la speranza di liberare la sua città dalla schiavitù, ma il velleitarismo e la mancanza di organizzazione faranno fallire il suo progetto. Della città si impadronisce Cosimo, imposto ai fiorentini con una finta elezione dal cardinale Cybo, che difendeva gli interessi del papa e dell'imperatore tedesco. Lorenzo, che verrà soprannominato con disprezzo Lorenzaccio dai suoi concittadini, sarà costretto a riparare a Venezia, dove verrà ucciso dai sicari di Cosimo.

### L'eroe del dramma
Il lavoro di Musset si basa sul dualismo della figura di Lorenzo, visto da un lato come eroe romantico animato da un'utopia, dall'altro come giovane violento e solitario, incapace di trarre profitto dalle sue azioni. Riflessione amara e crudele sulla vanità delle azioni umane e sulle vicende politiche francesi che avevano fatto seguito alla Rivoluzione, Lorenzaccio rimane uno dei prototipi del dramma romantico.

## Messa in scena
Diviso in ben cinque atti e trentotto scene, il dramma fu per molto tempo considerato impossibile da rappresentare in teatro per i continui cambi di scena, per l'enorme numero di personaggi (più di 40) e per la durata totale, che avrebbe dovuto coprire tre serate consecutive.
Dopo la morte dell'autore, suo fratello Paul ne preparò una riduzione che doveva andare in scena al Théatre de l'Odéon di Parigi nel 1863, ma che fu rifiutata dalla censura dell'epoca per il divieto di rappresentare l'omicidio di un sovrano.
Solo nel 1896 il dramma poté essere portato sul palcoscenico, grazie alla pervicacia di Sarah Bernhardt che volle vestire abiti maschili per interpretare il ruolo principale. Da allora, Lorenzaccio divenne banco di prova per la recitazione di molte attrici e solo molto più tardi si cominciò ad usare un attore di sesso maschile per la parte del protagonista.
La prima italiana è stata il 9 dicembre 1899 al Teatro dei Filodrammatici di Milano con Ermete Zacconi nella parte del protagonista.

## Adattamenti
L'intreccio di questo dramma ha ispirato due film: il primo, Lorenzino de' Medici del 1935 con la regia di Guido Brignone; il secondo, Lorenzaccio del 1951 con la regia di Raffaello Pacini, con Giorgio Albertazzi nella parte del protagonista.
Il compositore fiorentino Sylvano Bussotti ha composto nel 1968 (e modificato nel 1972) il mistero da camera Lorenzaccio, da De Musset.